# Cybister weckwerthi
Cybister weckwerthi är en skalbaggsart som beskrevs av Lars Hendrich 1997. Cybister weckwerthi ingår i släktet Cybister och familjen dykare. Inga underarter finns listade i Catalogue of Life.